# Бойчук, Андрей Михайлович
Андре́й Миха́йлович Бойчу́к (укр. Андрій Михайлович Бойчук; род. 15 апреля 1976, Ивано-Франковск) — украинский государственный деятель, председатель Ивано-Франковской областной государственной администрации с 24 декабря 2020 по 8 июля 2021 года.

## Биография
Родился 15 апреля 1976 года в Ивано-Франковске.
В 2000 году окончил Ивано-Франковский технический университет нефти и газа по специальности «Газонефтепроводы и газонефтехранилища», инженер-механик.
С 2005 по 2006 год работал инженером электрохимической защиты Одесского линейного производственного управления магистральных газопроводов УМГ «Прикарпаттрансгаз», с 2006 по 2010 год являлся инженером компрессорных станций и линейно-эксплуатационной службы Одесского линейного производственного управления магистральных газопроводов.
С 2011 года был инженером департамента капитального строительства. АО «Укртрансгаз», с 2010 по 2011 год работал инженером второй категории в Лаборатории технической диагностики Ивано-Франковского технического центра научно-производственного центра технической диагностики.
Зимой 2013—2014 года был участником Евромайдана, являлся сотником 37-й сотни Самообороны Майдана.
С 2014 по 2015 год занимал должность директора Департамента по вопросам функционирования и реформирования нефтегазового сектора Министерства энергетики и угольной промышленности Украины.
С 2014 года являлся помощником народного депутата Верховной рады Украины VIII созыва Андрея Парубия.
В 2020 году основал благотворительный фонд «Центр волонтёрских инициатив».
24 декабря 2020 года указом Президента Украины Владимира Зеленского назначен председателем Ивано-Франковской областной государственной администрации.
8 июля 2021 года указом Президента Украины Владимира Зеленского уволен с должности председателя Ивано-Франковской областной государственной администрации.

## Награды
- Орден «За мужество» ІІІ ст. (2019)[3]